# Margaret Todd
Margaret Georgina Todd (23 de abril de 1859 - 3 de septiembre de 1918) fue una médica y escritora británica, de origen escocés. Fue quien acuñó el término «isótopo» y se lo sugirió a al químico Frederick Soddy.

## Primeros años y formación
Todd nació en Kilrenny (Fife, Escocia). Fue la hija de James Cameron Todd y Jeannie McBain, de Glasgow. Recibió educación en Edimburgo, Glasgow y Berlín.
Mientras trabajaba como maestra de escuela, en 1886, Todd fue una de las primeras estudiantes de la Edinburgh School of Medicine for Women, a la que se inscribió luego de saber que el Royal College of Physicians and Surgeons había abierto sus exámenes para las mujeres. Le llevó ocho años completar la formación, cuyo plan de estudios era de cuatro años, debido a que, mientras estudiaba, escribió una novela, Mona Maclean, bajo el seudónimo «Graham Travers».
La revista Punch la describió como «una novela con un propósito, algo que no es recomendable en una novela, sobre todo cuando ese propósito es demostrar la indispensabilidad de las médicas mujeres». Luego de recibirse de médica, siguió estudiando en Bruselas.

## Carrera
En el Hospital de Edimburgo, en el centro de salud para mujeres y niños, ocupó el cargo de médica asistente, pero lo abandonó al cabo de cinco años.
Su primer libro fue bien recibido. Más adelante, publicó Fellow Travellers y Kirsty O' The Mill Toun en 1896 y Windyhaugh en 1898, siempre bajo su seudónimo masculino; de todos modos, su identidad verdadera era conocida y se la mencionaba en las reseñas de sus libros. En 1906, sus editores agregaban «Margaret Todd, M.D.» entre paréntesis debajo de su seudónimo. En total publicó seis novelas y escribió cuentos para revistas. 

### Isótopos
Todd era una amiga de la familia del químico Frederick Soddy, que luego fue profesor de la Universidad de Glasgow. En 1913, Soddy le explicó a Todd sus investigaciones sobre la radiactividad, por las cuales ganaría el Premio Nobel de Química en 1921, y le mostró que algunos elementos radiactivos poseen más de una masa atómica, aunque sus propiedades químicas sean idénticas; esto hace que los átomos de diferentes masas ocupen el mismo lugar en la tabla periódica. Todd le propuso que los llamara «isótopos», que significa, en griego, «en el mismo lugar».. Soddy aceptó este término y luego se convirtió en parte de la nomenclatura científica utilizada en todo el mundo. 

## Vida personal
Todd fue la pareja de la doctora Sophia Jex-Blake, la fundadora de la universidad y el lugar de trabajo de Todd. Luego del retiro de Jex-Blake en 1899, ambas se trasladaron a Rotherfield, donde Todd escribió The Way of Escape (1902) y Growth (1906). Después de la muerte de Jex-Blake, escribió una biografía titulada The Life of Dr Sophia Jex-Blake (1918), en la que narraba la lucha de las mujeres a lo largo del siglo XIX para ejercer la Medicina, y la firmó con su propio nombre. The Times describió la obra como «casi demasiado minuciosa para el lector general», pero recibió elogios en otras publicaciones.

## Fallecimiento e influencia
Todd falleció a los 59 años, tres meses después de que se publicara su biografía de Jex-Blake.
Según una fuente, se suicidó; en su obituario en The Times se afirma solamente que murió en un asilo de ancianos de Londres. Luego de su fallecimiento, se creó una beca en su honor. En su testamento legó 3000 libras esterlinas para promover el avance de las mujeres en la Medicina.

## Obra seleccionada
- Mona Maclean, Medical Student (firmada como Graham Travers, 1892).
- Fellow Travellers (1896)[10]
- Kirsty O’ The Mill Toun (1896)
- Windyhaugh (1899)
- The Way of Escape (1902)[11]
- Growth (1906)[12]
- The Life of Sophia Jex-Blake (1918)[13]